# Marigona Zani
Marigona Zani (ur. 5 lipca 1996 w Niemczech) – niemiecka piłkarka pochodzenia albańskiego, w 2015 roku dołączyła do reprezentacji Albanii.